# گارما، تبت
گارما، تبت (به لاتین: Garma) یک منطقهٔ مسکونی در جمهوری خلق چین است که در منطقه خودمختار تبت واقع شده‌است. گارما
- نفر جمعیت دارد.